# Шариков Борис Іванович
Борис Іванович Шариков (нар. 17 жовтня 1936, село Архангельське Будьоннівського району, тепер Ставропольського краю, Російська Федерація) — український діяч, радянський військовий політпрацівник. Народний депутат України 1-го скликання.

## Біографія
Народився в селянській родині.
У 1954—1957 роках — курсант Арзамаського військового училища РРФСР.
Член КПРС з 1957 по 1991 рік.
У 1957—1960 роках — командир взводу зв'язку; секретар комсомольської організації полку Групи радянських військ у Німецькій Демократичній Республіці (місто Бернау).
У 1960—1962 роках — старший інструктор політвідділу армії по комсомольський роботі Групи радянських військ у Німецькій Демократичній Республіці (місто Емберсвальс).
У 1962—1969 роках — старший інструктор, помічник начальника політвідділу по комсомольський роботі Одеського військового округу (місто Кишинів).
Закінчив заочно історичний факультет Кишинівського державного університету та Військово-політичну академію імені Леніна.
У 1969—1972 роках — заступник командира мотострілецького полку по політичній частині Червонопрапорного Одеського військового округу.
У 1972—1977 роках — заступник начальника, начальник політичного відділу дивізії Червонопрапорного Далекосхідного військового округу.
У 1977—1980 роках — 1-й заступник начальника, начальник політичного відділу армії Червонопрапорного Далекосхідного військового округу.
У 1980—1982 роках — слухач Академії суспільних наук у Москві.
У 1982—1985 роках — член Військової ради — начальник політичного відділу армії Червонопрапорного Прикарпатського військового округу (місто Ровно).
У 1985—1987 роках — 1-й заступник начальника політичного управління Червонопрапорного Київського військового округу.
У 1987—1989 роках — член Військової ради — 1-й заступник начальника політичного управління Групи радянських військ у Німецькій Демократичній Республіці (місто Вюнсдорф).
У 1989—1991 роках — член Військової ради — начальник політичного управління Центральної групи радянських військ (Чехословаччина).
4.03.1990 року обраний народним депутатом України, 1-й тур 69,02 % голосів, 4 претендентів. До груп, фракцій не входив. Член Комісії ВР України з питань оборони і державної безпеки. Член Комісії ВР в справах ветеранів, пенсіонерів, інвалідів, репресованих, малозабезпечених і воїнів-інтернаціоналістів.
У квітні — 28 листопада 1991 року — начальник військово-політичного управління — заступник командувача військ Червонопрапорного Київського військового округу.
У листопада 1991 — липні 1992 року — помічник Президента України з військових питань.
З 1992 року — у відставці. Член Партії Праці.

## Звання
- генерал-лейтенант

## Нагороди
- два ордени Червоної Зірки
- орден «За службу Батьківщині в Збройних Силах СРСР» ІІІ ст.
- 17 медалей